# Zjigoeli (hoogte)

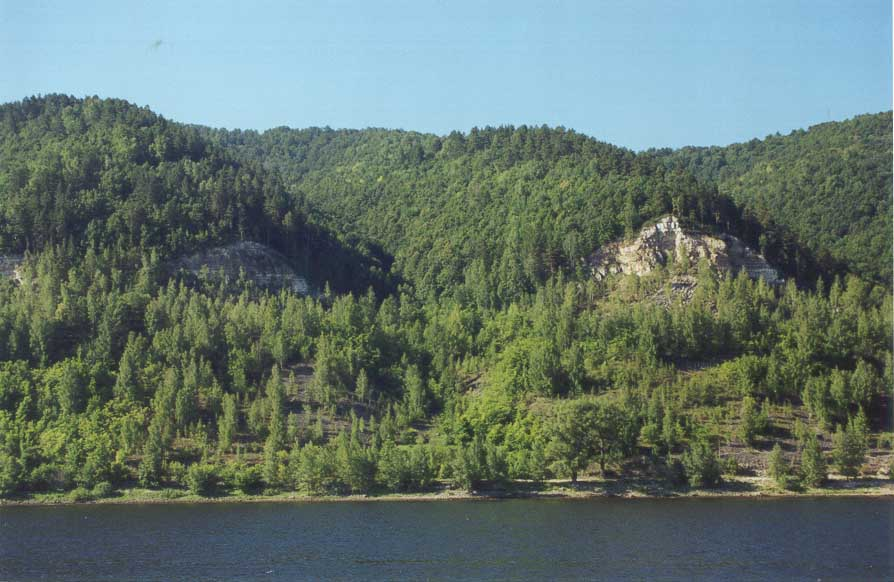
Zjigoeli

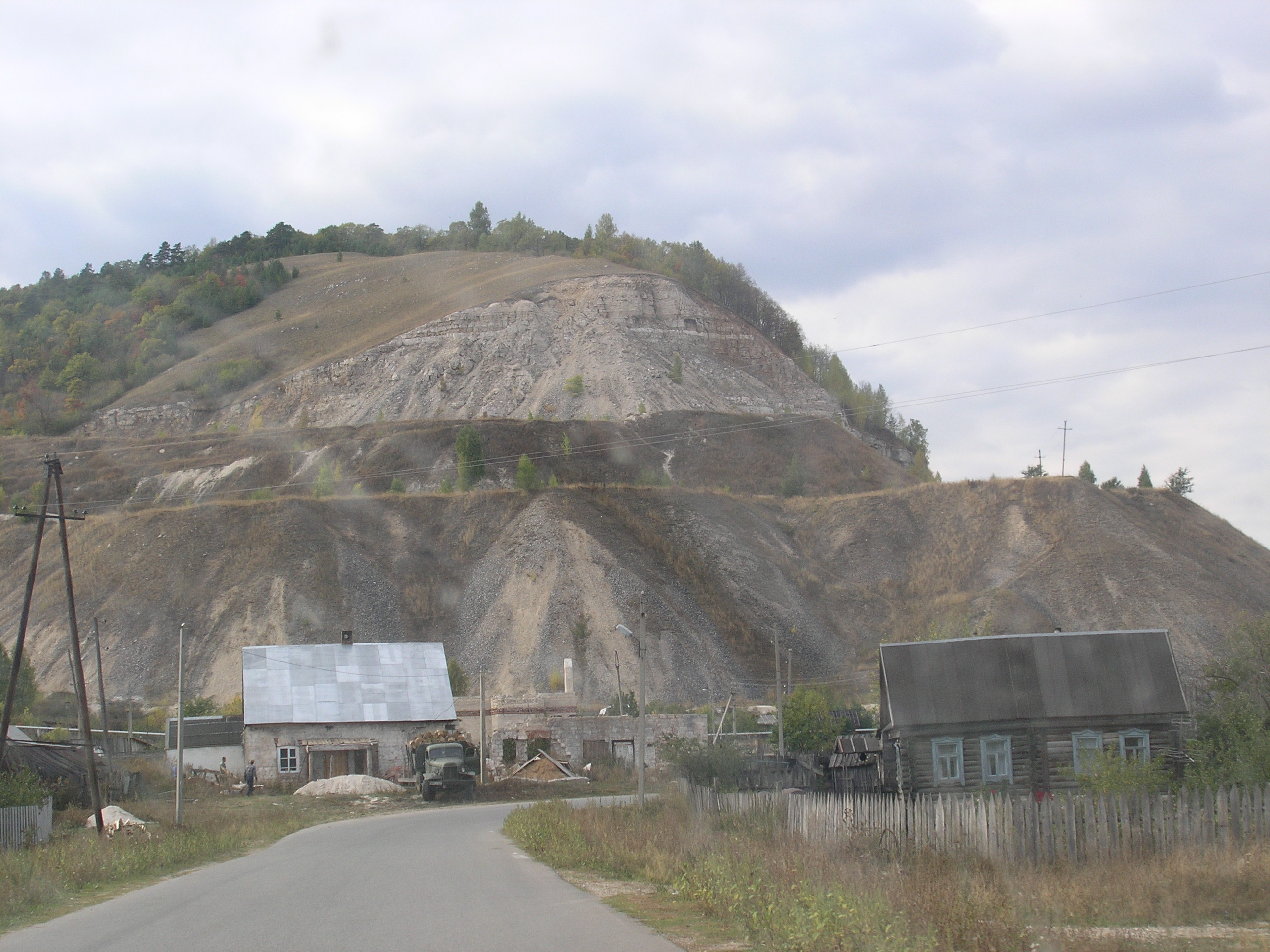
Gezicht op de Zjigoeli bij het dorp Sjirjajevo

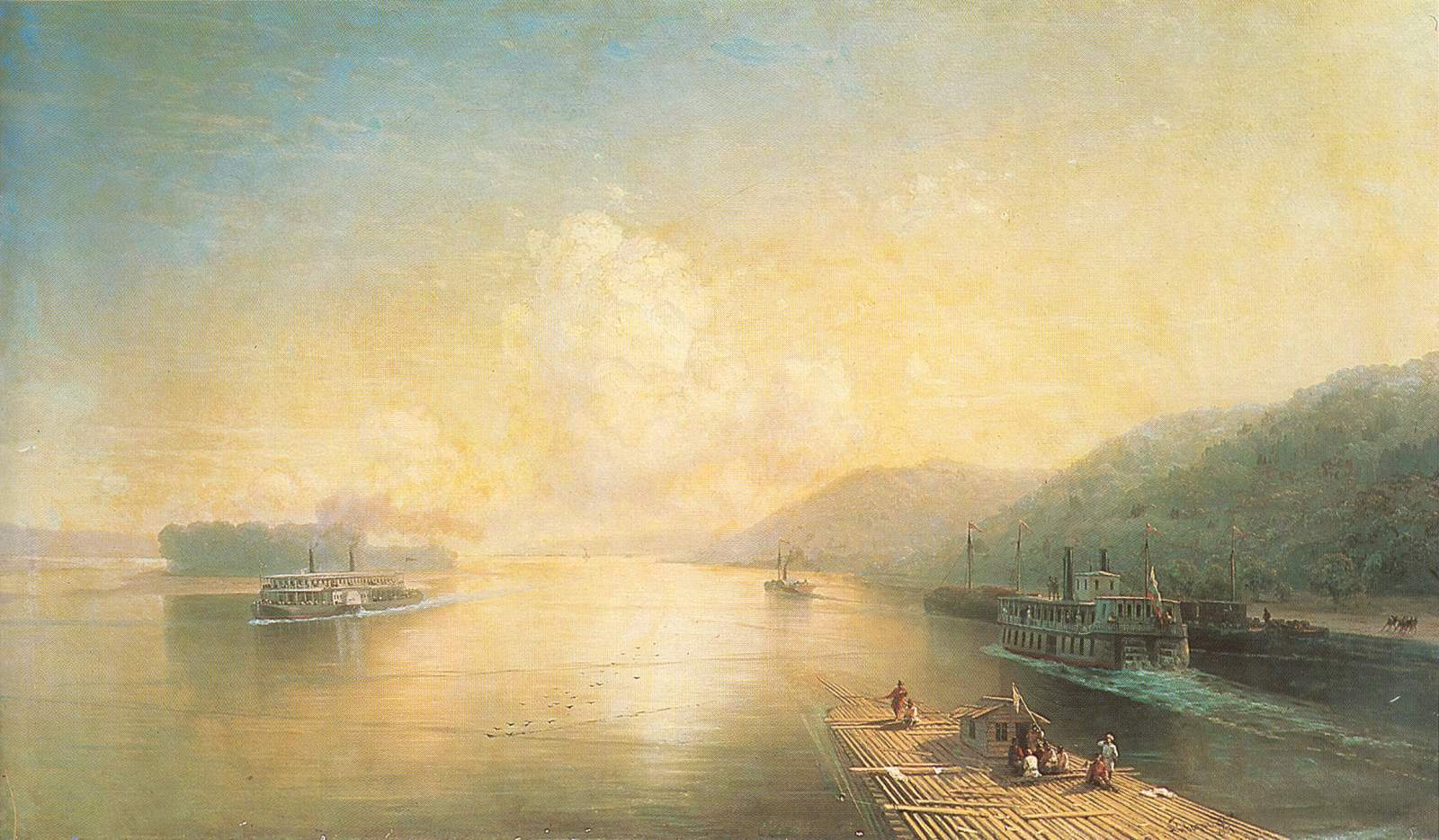
De Wolga en de Zjigoeliberg (Ivan Ajvazovski, 1887)

De Zjigoeli (Russisch: Жигули) of Zjegoeli (Жегули) is een begroeide hoogte aan de westzijde van de Russische rivier de Wolga, in de Boog van Samara in de oblast Samara. De Zjigoeli heeft een maximale hoogte van 375 meter en strekt zich uit over een lengte van ongeveer 75 kilometer. Sinds de Tweede Wereldoorlog wordt er aardolie gewonnen.
De hoogte wordt soms ook Zjigoeligebergte (Жигулёвские горы; Zjigoeljovskieje gory) of Zjigoelihoogte (Жигулёвская возвышенность; Zjigoeljovskaja vozvysjennost) genoemd.

## Geografie en geologie
De Zjigoeli loopt schuin af in noordelijke en zuidelijke richting: de noordelijke helling loopt steil af naar de Wolga, waar de zuidelijke helling veel geleidelijker afloopt naar beneden en een breed plateau vormt, dat wordt opgesneden door een wirwar van ravijnen. Aan de westzijde wordt de Zjigoeli gescheiden van een plateau door de vallei van het Otvazjinskiravijn, dat in oost-west richting loopt. In het centrale en hoogste deel loopt de Zjigoeli bijna onmerkbaar over in een plateau, zodat het bepalen van het hoogste punt moest gebeuren met apparatuur, daar het voor het blote oog niet zichtbaar is wat het hoogste punt vormt op dit plateau.
De hoogte werd gevormd in de tijdvakken Carboon en Perm (tussen 350 en 230 miljoen jaar geleden). De sedimenten uit die tijd, zandsteen en dolomiet, vormen nu de hoofdbestanddelen van de Zjigoeli. De hellingen van de Zjigoeli zijn in die tijd sterk gevormd door aëratieproducten. De zandsteenlagen worden momenteel gewonnen evenals asfalt en aardolie.
De noordelijke hellingen zijn bedekt met loofbossen en naaldbossen, terwijl het zuidelijk deel vooral wordt begroeid door bossteppevegetatie. Aan de noordzijde werd in de Sovjettijd de Zjigoeljovski-waterkrachtcentrale gebouwd.

## Cultuur
De hoogte is bij de Russische bevolking vooral bekend van de verhalen en volksliederen rond de leider van de 17e-eeuwse boerenopstand, Don-Kozak Stenka Razin. Aan de westzijde bevindt zich de Molodetski-koergan ("heldhaftige grafheuvel") aan de samenloop van de Oesa met de Wolga tegenover Toljatti, waarover ook veel legendes worden verteld.
De oorsprong van het woord 'zjigoeli' ligt in de piraterij. De Boog van Samara waarin de Zjigoeli ligt was altijd al een economisch centrum, getuige de vele archeologische culturen die hier hun wortels hebben. Eeuwenlang was het ook een piratennest, waarbij de 'vrije Wolgamannen', zoals de piraten werden genoemd, zich konden verstoppen op de vele eilandjes die zich hier in de rivier bevinden. Kapiteins van overmeesterde handelsschepen werden door de piraten voor de keuze gesteld: of betalen of een pak slaag te krijgen met een brandende roe. Een dergelijk pak slaag werd "zjetsj" (blakeren) of "ozjog" (branden) genoemd en degenen die het uitdeelden "zjigoeljami". Dit woord kwam over de loop van de tijd langzamerhand in gebruik voor het hele gebied.
De hoogte is ook populair bij UFO-spotters. Volgens de controversiële Sovjet-Russische overloper Viktor Soevorov bevindt zich bij de "granieten monoliet" in de Zjigoeli zelfs een ondergronds militair bunkercomplex voor de bewaking van het luchtruim naar analogie van het Amerikaanse NORAD.
De hoogte trekt elk jaar vele toeristen. In de 20e eeuw werd er het Nationaal Park Boog van Samara (Samarskaje Loeka) ingesteld.
De naam van de hoogte werd ook gebruikt als automerk Zjigoeli (modellen VAZ-2101 tot VAZ-2107, exportbenaming Lada) en het biermerk Zjigoeljovskoje pivo. Ten zuiden van Toljatti ligt de stad Zjigoeljovsk.

## Ufomeldingen
In de omgeving van het Samaragebied zijn er een aantal ufolocaties waar gelijksoortige fenomenen zouden hebben plaatsgevonden. Enkele meldingen ware de volgende:
1. september 1952: vijf rode bollen vlogen in dit gebied op een hoogte van 3 tot 5 kilometer.